# Atlético Morelia
Atlético Morelia ist ein mexikanischer Fußballverein aus Morelia, Michoacán.
Franchise und Mannschaft des früheren Club Atlético Monarcas Morelia (abgeleitet vom gleichnamigen Schmetterling, dem damaligen Maskottchen des Vereins) wurden im Juni 2020 auf den neu gegründeten Mazatlán FC übertragen.
Um in der Saison 2020/21 zumindest in der zweiten Liga vertreten zu sein, erwarb der Verein, der wieder seine frühere Bezeichnung Atlético Morelia angenommen hat, seinerseits die Lizenz des CD Zacatepec.

## Geschichte
Der Verein wird am 21. November 1924 unter der Bezeichnung „Oro Morelia“ gegründet und ist Gründungsmitglied der Segunda División, die erstmals 1950/51 ausgetragen wird.
Als der Puebla FC sich aufgrund von finanziellen Problemen nach der Saison 1956/57 aus der Primera División zurückziehen muss, zieht Atlético Morelia, wie der Verein seit 1947 heißt, als Vizemeister der zweiten Liga ins Fußballoberhaus ein. Dort spielt Morelia bis zum Abstieg im Sommer 1968.
1981 gelingt dem Verein der erneute Aufstieg in die höchste Spielklasse, der man die nächsten 39 Jahre ununterbrochen angehört.
1999 erfolgt die Umbenennung in die bis Juni 2020 gültige Bezeichnung Club Atlético Monarcas Morelia, unter der der Verein seine erfolgreichste Epoche erlebt. Im Winter 2000 gewinnt Morelia die Apertura 2000/01 und wird zum ersten – und bisher einzigen – Mal Meister von Mexiko. Auch in den folgenden Jahren bleibt Morelia eine Spitzenmannschaft, der jedoch schon bald der „Makel von Leverkusen“ anhaftet. In den Jahren 2002 und 2003 erreicht die Mannschaft viermal ein Finale: beide Male in der einheimischen Meisterschaftssaison 2002/03 sowie zweimal in Folge im CONCACAF Champions’ Cup – und geht immer als Verlierer vom Platz.
Erstmals 2004/05 beendet Morelia eine Saison als Superlider, als punktbeste Mannschaft der mexikanischen Liga. Dennoch beendet man die Vorrunde (Apertura) als punktschlechtester Gruppendritter, wodurch die Play-offs (in Mexiko Liguilla genannt) verpasst werden. In der Rückrunde (Clausura) wird Morelia mit 35 Punkten das punktbeste Team, scheitert aber im Halbfinale der Play-offs an den UAG Tecos.
Anfang Juni 2020 wird der Umzug seines Franchise nach Mazatlán, Sinaloa, bekanntgegeben, wo sich unter dem Einfluss von diversen Geldgebern ein neuer Verein mit dem Namen Mazatlán FC gebildet hat, der statt Monarcas Morelia ab der Saison 2020/21 in der Liga MX antritt.

## Erfolge
- Meister: Invierno 2000
- Pokalsieger: Apertura 2013

## Besondere Mannschaften

### Kader der Meistermannschaft
Der Kader der Meistermannschaft von 2000 umfasste die folgenden Akteure: Ángel Comizzo – Darío Franco, Heriberto Morales, Mario Alejandro Ruiz, Hugo Guillermo Chávez, Jaime Alarcón, Carlos Adrián Morales, Salvador Mariscal, Eduardo Rodríguez – José Antonio Noriega, Jorge Almirón, Javier Lozano Chavira, Flavio Davino, Omar Trujillo, Miguel Hernández – Alex Fernandes, Gerardo Mascareño, Carlos Pavón. Trainer: Luis Fernando Tena

### Die „beste Elf aller Zeiten“
Die mexikanische Sportzeitung Récord hat folgendes „Dreamteam“ des CA Monarcas Morelia mit den wichtigsten Spielern ihrer Vereinsgeschichte ermittelt (die Jahreszahlen in Klammern beschreiben die Vereinszugehörigkeit):
Ángel Comizzo (1999–2001) – Omar Trujillo (1998–2009), Darío Franco (1998–2004), Pedro Osorio (1984–1991), Mario Ruiz (1997–2003) – Mario Juárez (1983–1999), Jorge Almirón (2000–2004), Mario Díaz (1984–1992) – Alex Fernandes (1999–2002), Juan Carlos Vera (1987–1988), Marco Antonio Figueroa (1986–1990 sowie 1993–1997).

## Ehemalige Trainer
→ siehe Liste der Trainer von Monarcas Morelia

## Historische Logos

Historisches Logo (bis ca. 1970)
Historisches Logo (1980er und 90er Jahre)
Logo der Monarcas (1999–2020)